# Kauns
Kauns es una localidad del distrito de Landeck, en el estado de Tirol, Austria, con una población estimada a principio del año 2018 de 502 habitantes. 
Se encuentra ubicada al suroeste del estado, al oeste de la ciudad de]] —la capital del estado—, en el valle del río Eno y cerca de la frontera con Suiza, Italia y con el estado de Vorarlberg.